# 簗田善則
簗田 善則（やなだ よしのり、1942年4月3日 - 1980年12月8日）は、日本中央競馬会 (JRA) の騎手。兵庫県宝塚市生まれ。

## 来歴
1963年3月1日に坪重兵衛厩舎所属の騎手としてデビュー。同年デビューには大崎昭一、安田伊佐夫、久保敏文、小林常泰、領家政蔵らがいる。
早くから頭角を現し、デビュー3年目となる1966年には、牝馬ハードイツトに騎乗して神戸盃で重賞を初勝利すると、京都盃も勝って連勝し、続く菊花賞でもスピードシンボリの3着に入るなど健闘した。
活躍馬には牝馬が多く、ファインローズで牡馬混合競走のスポーツニッポン賞金杯や松籟ステークス（中京大賞典の代替競走）を勝ったほか、ファインハピーでもデイリー杯3歳ステークスやシンザン記念を勝利し、またトウメイにも一時期騎乗して、マイラーズカップを勝利している。
簗田のお手馬でとくに有名なのがイットーである。1975年に、それまで主戦騎手を務めてきた高尾武士の引退に伴い主戦騎手を任され、マイラーズカップでキタノカチドキの2着になると、スワンステークス、高松宮杯を制覇している。
しかし、1970年代半ばから騎乗数が減り始め、勝利数も減少していった。体調を崩した1980年は2回のみ騎乗、6月21日の第3回中京3日目第7競走で8着に入線したのが最後の騎乗となり、1980年12月8日、癌性胸膜炎のため38歳で死去した。

## 通算成績
| 通算成績 | 1着 | 2着 | 3着 | 4着以下 | 騎乗回数 | 勝率 | 連対率 |
| -------- | --- | --- | --- | ------- | -------- | ---- | ------ |
| 平地     | 364 | 373 | 320 | 2,212   | 3,269    | .111 | .225   |
| 障害     | 7   | 11  | 6   | 22      | 46       | .152 | .391   |
| 計       | 371 | 384 | 326 | 2,258   | 3,315    | .112 | .228   |

- 初騎乗 1963年3月16日 ヒサトシ（11着）
- 初勝利 1963年5月4日 ナンバタイコウ
- 重賞競走16勝

### 重賞勝利
- ハードイツト（1966年神戸盃、京都盃）
- ファインローズ（1968年阪神4歳牝馬特別、阪神牝馬特別、 1969年スポーツニッポン賞金杯、1970年松籟ステークス）
- ファインハピー（1968年デイリー杯3歳ステークス、1969年シンザン記念）
- クリカシワ（1969年函館記念）
- トウメイ（1970年マイラーズカップ）
- ニューキミノナハ（1970年ハリウッドターフクラブ賞）
- ヒラハッコウ（1971年アラブ大賞典・春）
- ニホンピロムーテー（1971年毎日杯）
- ホシバージ（1974年函館3歳ステークス）
- イットー（1975年スワンステークス、高松宮杯）